# Stenoscinis elongata
Stenoscinis elongata är en tvåvingeart som först beskrevs av Becker 1910.  Stenoscinis elongata ingår i släktet Stenoscinis och familjen fritflugor. Inga underarter finns listade i Catalogue of Life.